# Hammam Righa (distrito)
Hammam Righa é um distrito localizado na província de Aïn Defla, no norte da Argélia.[carece de fontes?] Sua capital é Hammam Righa.

## Municípios
O distrito está dividido em três municípios:
- Hammam Righa
- Aïn Bénian
- Aïn Torki